# 播磨鑑
『播磨鑑』（はりまかがみ）は江戸時代の地誌。
著者は播磨国印南郡平津村（現・兵庫県加古川市米田町平津）の医師・暦算家の平野庸脩（ひらの ようしゅう）で、完成時期は不明。

## 概要

### 内容
版本（出版物）ではなく、自筆手稿本である。平野が長年にわたって、播磨国にまつわる、景勝地、地名、城地、神社仏閣、旧跡、人物、風俗などについて採取した情報が記録されている。『播磨国風土記』『論語』『万葉集』『太閤記』など、当時収集しうるかぎりの100近い地方史文献を参照したとされる。
各種伝本・写本が多く、その中で酒井家への献上本がよく体裁を整えているとされている。

### 成立時期
その完成時期は定かではなく、1762年（宝暦12年）に書かれたとする書誌学的解題もあるが、『播磨鑑』は版本（出版物）としてではなく、自筆手稿本として存在したため異本各種があり、「宝暦12年」説は、一本の自序に書かれた「宝暦十二年」という記載を指しているに過ぎない。最初の出版は明治42年であるが、平野庸脩は死ぬまでその推敲追加作業をやめなかった。このため、『播磨鑑』は永遠に完成しない草稿ということができる。1762年は、酒井家献上本の自序に明記されているものである。明石城の記事において、享保4年（1719年）に記述した旨が述べられているため、少なくとも享保年間、早ければ元禄年間より著作を始めたと考えられている。
異本の中には、宝暦12年以降に記載されたと考えられる文章があるため、平野は献上後も推敲・追加の作業を行っていたものと考えられている。

### 史実性
平野は記載する際に、自明のことや平野自ら検証して確定したことと、伝聞・伝承にとどまることとについてそれぞれ記述する際、文章表現を明確に使い分けている（伝聞・伝承については「～と云う」と記載している）。
そのため『播磨鑑』に確定的な記載があり、現在他に傍証文献がない事柄については、逸失文献があると考える余地がある。

## 宮本武蔵研究における播磨鑑

### 播磨鑑と宮本伊織
平野庸脩の居住地、平津村は、宮本伊織が生まれたという播磨国印南郡米田村（現・兵庫県高砂市米田町米田）の徒歩10分以内の隣村である。平野は地元の名士である伊織のことについて『播磨鑑』で詳細に記述している。
『播磨鑑』での伊織に関する記述については、確定と伝聞を使い分けて記述しているが、伝聞の部分（例として、「子供のころ天狗にさらわれたと云う」）のみを採って、『播磨鑑』全体の史実性が低いと考える意見がある。
また、確定的事項として記述されている部分については、伊織自身の『泊神社棟札』と一部に不一致（先祖代々米田村にいるのか、親の代で米田村に来たのかで相違点がある、など）がある。この点については、伊織が泊神社の社殿再建の願主となって、再建後に三十六歌仙の額他を奉納した事を記述しているので、平野は棟札の内容を知った上で、自ら検証したことを記載したとも考えられており、他の二次史料に比べると信頼性が高いとされている。

### 播磨鑑と宮本武蔵
伊織に関する記述に先立って、その養父・宮本武蔵についても記載されている。
そこでは、武蔵の出生地について「宮本武蔵 揖東郡鵤ノ邊、宮本村ノ産也」（もしくは「宮本武蔵 揖東郡鵤ノ荘、宮本村ノ産也」）と断言している。宮本村は現在の兵庫県揖保郡太子町宮本である。
このことより、少なくとも平野は、武蔵の出生地は自明のこと（もしくは検証によって確定したこと）と考えていたことがうかがわれる。ただし、『播磨鑑』では、これに異説がある、と明記して、異説については別途記載する旨を述べている。しかし現時点では、平野が異説を記述した文献は見つかっていない。
武蔵の出生地については、一次史料においては、播磨国出身との記述しかない。二次史料のうち、成立時期の早い部類に含まれる『播磨鑑』でのこの記述は、武蔵の出生地論争に一石を投じている。